# Податковий кодекс України
Податковий кодекс України — кодифікований закон України, який регулює відносини, що виникають у сфері справляння податків і зборів.
В Податковому кодексі вперше в Україні здійснено об'єднання в одному нормативно-правовому акті норм права, якими врегульовано відносини в сфері оподаткування.

## Загальна інформація
Податковий кодекс України зокрема визначає:
- вичерпний перелік податків та зборів, що справляються в Україні, та порядок їх адміністрування,
- платників податків та зборів, їх права та обов'язки,
- компетенцію контролюючих органів, повноваження і обов'язки їх посадових осіб під час здійснення податкового контролю,
- відповідальність за порушення податкового законодавства.

Кодекс набрав чинності з 1 січня 2011, зміни до нього почали вноситися ще до набрання чинності. ПКУ є дуже нестабільним, швидко змінюється (станом на 22.11.2014 — 69 змін).
Кодекс опублікований у газеті «Голос України» від 04.12.2010 — № 229, (№ 229—230)

## Структура кодексу
- Розділ I. Загальні положення
- Розділ II. Адміністрування податків, зборів, платежів
- Розділ III. Податок на прибуток підприємств
- Розділ IV. Податок на доходи фізичних осіб
- Розділ V. Податок на додану вартість
- Розділ VI. Акцизний податок
- Розділ VII. Виключений
- Розділ VIII. Екологічний податок
- Розділ IX. Рентна плата
- Розділ X. Виключений
- Розділ XI. Виключений
- Розділ XII. Податок на майно
- Розділ XIII. Виключений
- Розділ XIV. Спеціальні податкові режими
- Розділ XV. Виключений
- Розділ XVI. Виключений
- Розділ XVII. Виключений
- Розділ XVIII. Особливості оподаткування платників податків в умовах дії угоди про розподіл продукції
- Розділ XVIII1. Посадові особи контролюючих органів та їх правовий і соціальний захист
- Розділ XVIII2. Податкова міліція
- Розділ XIX. Прикінцеві положення
- Розділ XX. Перехідні положення

## Закони України, що втратили чинність при набутті чинності Податковим кодексом України
- «Про акцизний збір»
- «Про Державний реєстр фізичних осіб — платників податків та інших обов'язкових платежів»;
- «Про акцизний збір на алкогольні напої та тютюнові вироби»
- «Про патентування деяких видів підприємницької діяльності»
- «Про ставки акцизного збору на деякі транспортні засоби та кузови до них»
- «Про ставки акцизного збору і ввізного мита на деякі товари (продукцію)»
- «Про плату за землю»
- «Про систему оподаткування»
- «Про податок на додану вартість»
- «Про фіксований сільськогосподарський податок»
- «Про ставки акцизного збору на тютюнові вироби»
- «Про економічний експеримент щодо стабілізації роботи підприємств легкої та деревообробної промисловості Чернівецької області»
- «Про ставки акцизного збору на спирт етиловий та алкогольні напої»
- «Про порядок погашення зобов'язань платників податків перед бюджетами та державними цільовими фондами»
- «Про податок з доходів фізичних осіб»
- «Про податок з власників транспортних засобів та інших самохідних машин і механізмів»
- «Про оподаткування прибутку підприємств» (крім пункту 1.20 статті 1 цього Закону, який діятиме до 1 січня 2013 року).

## Історія прийняття
17 червня 2010 року поданий урядом Миколи Азарова законопроєкт було прийнято за основу. Але зазначений законопроєкт зазнав такої критики, що 8 липня Верховна Рада України спочатку ухвалює рішення про всенародне обговорення проєкту Податкового кодексу, а вже 7 вересня визнає такою, що втратила чинність, власну постанову про прийняття Податкового кодексу за основу. Новий етап ухвалення Податкового кодексу розпочався 7 жовтня, коли доопрацьований проєкт цього документу було прийнято за основу постановою Верховної Ради № 2593-VI. 18 листопада Верховна Рада нарешті приймає Податковий кодекс, але вже 30 листопада Президент України після масових акцій протесту накладає на нього вето. Подальші події розвиваються блискавично. 2 грудня Верховна Рада повторно приймає Податковий кодекс вже з урахуванням побажань Президента, 3 грудня кодекс підписує глава держави, а вже 4 грудня текст Податкового кодексу офіційно оприлюднюється в газеті «Голос України».

## Недоліки кодексу
Після прийняття Податкового кодексу в Україні все ще діють 135 платежів (податків, зборів та ін.), що є найгіршим показником у світі. І що не дає змогу розвиватися економіці країни.
Є неузгодженості Податкового кодексу та Конституції України. Серед недоліків кодексу, зокрема, подвійна відповідальність за одне і теж правопорушення.
6 квітня 2011 року вийшов коментар Податкового кодексу України з добіркою його недоліків та казусів під назвою «Податковий кодекс: „білі плями“ та „підводні камені“» (автор — Віталій Мосейчук).. Ще більше цікавих (на зразок того, що слимаки були віднесені до ссавців), але й тих що можуть мати дуже неприємні наслідки (наприклад відносно безмежного розширення терміна «постачання послуг») ляпів виявляє бухфорумна громадськість..
Про недоліки Податкового кодексу пишуть навіть самі автори у власних Коментарях до Кодексу (блог Вадима Штефана на всеукраїнському діловому порталі — ЛІГА.нет).
Авторитетному інтернет-виданню «Юрліга» (Всеукраїнська мережа ЛІГА:ЗАКОН) стало відомо, що «навколо тексту Закону [про внесення змін до ПКУ] відбувається якась незрозуміла метушня. В порушення Конституції і Регламенту ВР України до тексту на етапі технічного редагування вносяться смислові редагування, що є предметом закулісних політичних торгів».
У податковому законодавстві України відсутні положення щодо суб'єктів податкових правовідносин, які зобов'язані обчислювати строк перебування. Виходячи з загальних прав та обов'язків до них можна віднести платників податків та податкових агентів. Оскільки платниками податків є як резиденти, так і нерезиденти, то іноземці зобов'язані відслідковувати свій податковий статус з метою належного виконання обов'язку зі сплати обов'язкових платежів (фінансово-правовий зв’язок фізичної особи з державою). На даний час в податковому законодавстві також відсутні положення щодо процедури отримання статусу резидента України та документів, що підтверджують цей статус, зокрема на підставі 183 днів перебування на території України.
Податковий кодекс має низку серйозних недоліків (негативні умови оподаткування для середнього та особливо малого бізнесу, суперечність певних його положень П(С)БО, невизначеність поняття «доходи» тощо). Таким чином, навіть ці окремі зауваження щодо Податкового кодексу свідчать про необхідність подальшої роботи над його удосконаленням.
Негативним аспектом Податкового кодексу є також те, що спрощена податкова система та фіксований сільськогосподарський податок обмежені цілим переліком заборон, зокрема, спрощеною системою оподаткування забороняється користуватись 20 категоріям підприємств.
Податковий Кодекс встановив, що при визначенні дати отримання доходів чи здійснення витрат застосовується метод нарахувань, тобто за датою переходу права власності на товар або за датою підписання акта в разі надання послуг — незалежно від фактичного надходження коштів. Перехід до методу нарахувань при визначені доходів в умовах зростання дебіторської заборгованості і зменшення практики авансування поставок товарів може негативно вплинути на ліквідність підприємств. Податковий Кодекс в сфері регулювання податку на прибуток повністю не ліквідував недоліки які існували і були зазначені вище. Попри наближення податкового обліку до бухгалтерського, його ведення все ще залишається громіздким і затратним. Автори Кодексу намагалися перекрити головні схеми мінімізації оподаткування, детально вказуючи, що можна, а що не можна враховувати при розрахунку бази оподаткування. Це в свою чергу вилилося у велику кількість підзаконних нормативно-правових актів, що не полегшило розрахунок бази оподаткування.

## Зміни в кодексі
22 травня 2020 року Президент підписав закон № 1210 «Про внесення змін до Податкового кодексу України щодо удосконалення адміністрування податків, усунення технічних і логічних неузгодженостей в податковому законодавстві», який активісти руху save ФОП назвали податковим терором.